# Juniel Querecuto
 (août 2017).
Juniel Alberto Querecuto (né le 19 septembre 1992 à Barquisimeto, Lara, Venezuela) est un joueur de champ intérieur au baseball.

## Carrière
Juniel Querecuto signe son premier contrat professionnel en juillet 2009 avec les Rays de Tampa Bay. Il joue six saisons de ligues mineures avec des clubs affiliés aux Rays de 2010 à 2012, puis de 2013 à 2016, et évolue aux postes de joueur de deuxième but, de troisième but et d'arrêt-court.
Il fait ses débuts dans le baseball majeur avec les Rays de Tampa Bay le 22 septembre 2016 et dispute quatre matchs, récoltant un coup sûr.
Le 17 novembre 2016, Querecuto signe un contrat avec les Giants de San Francisco et évolue pour un de leurs clubs affiliés en ligues mineures en 2017.